# Tredje världskriget

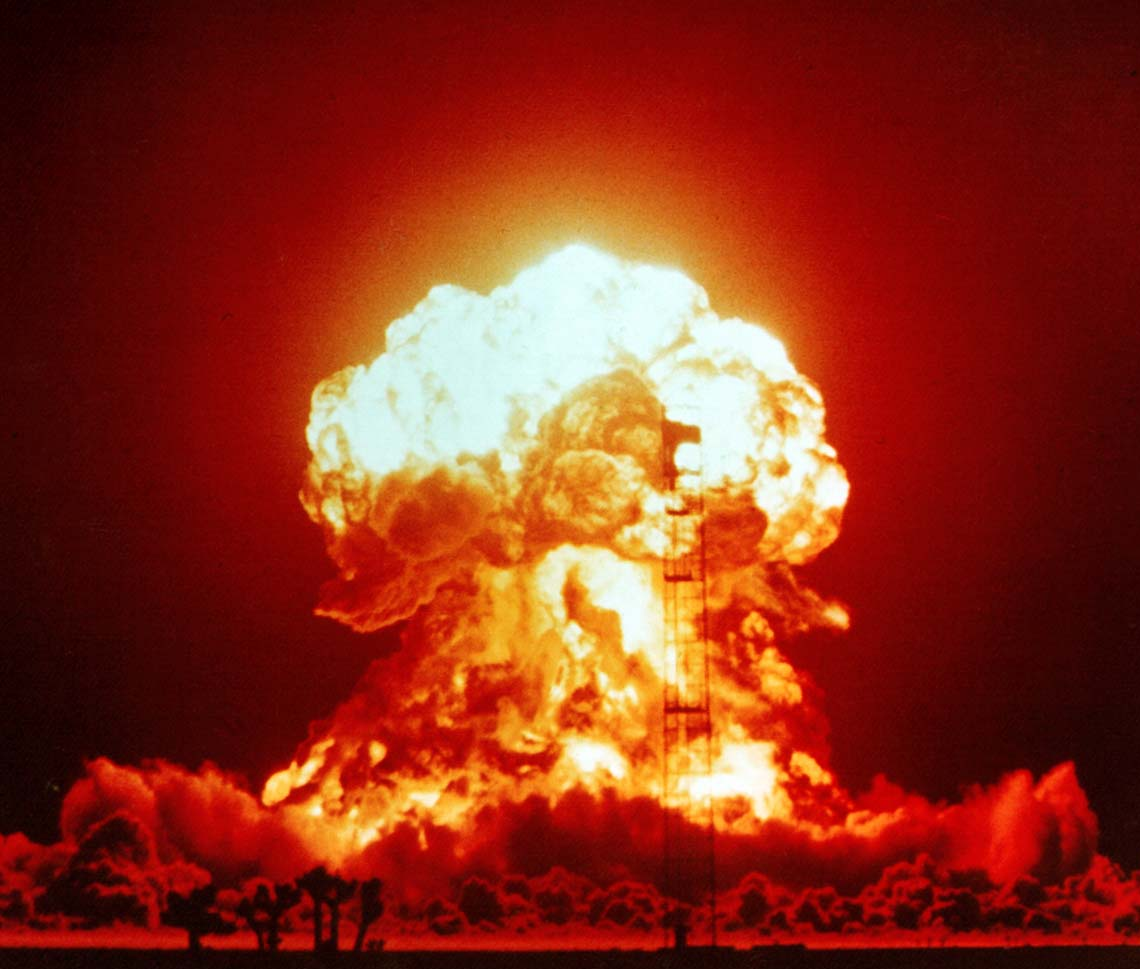
Kärnvapenexplosion från ett amerikanskt kärnvapentest

Det tredje världskriget är ett hypotetiskt världskrig som utkämpas efter det andra världskriget. I de flesta sammanhang där termen används ingår även bruket av massförstörelsevapen såsom kärnvapen.
Under den senare halvan av 1900-talet ansågs de militära konfrontationerna mellan supermakterna utgöra ett extremt hot mot uppnåendet av världsfred, i och med att det kapitalistiska USA konfronterades med det kommunistiska Sovjetunionen i det Kalla kriget. Ifall denna konfrontation hade eskalerat till ett fullskaligt krig ansågs det i vida kretsar att konflikten skulle utvecklas till ett "tredje världskrig". Slutresultatet befarades bli en utrotning av människan eller, i en mildare tolkning den partiella kollapsen av den mänskliga civilisationen med förluster i människoliv som skulle överstiga 500 miljoner.
Detta scenario rankas tillsammans med asteroidkollisioner, utomjordiska invasioner, fientliga teknologiska singulariteter och katastrofala klimatförändringar som ett av de stora scenarierna för massutdöende som skulle kunna hota mänskligheten.
Termen det tredje världskriget används ibland i USA för att beskriva 1900-talets kalla krig, medan det nuvarande kriget mot terrorismen i sådana fall beskrivs som inledningen till det fjärde världskriget. I eran efter den 11 september 2001 har termen det tredje världskriget även använts för att beskriva kriget mot terrorismen.

## Historiska scenarier

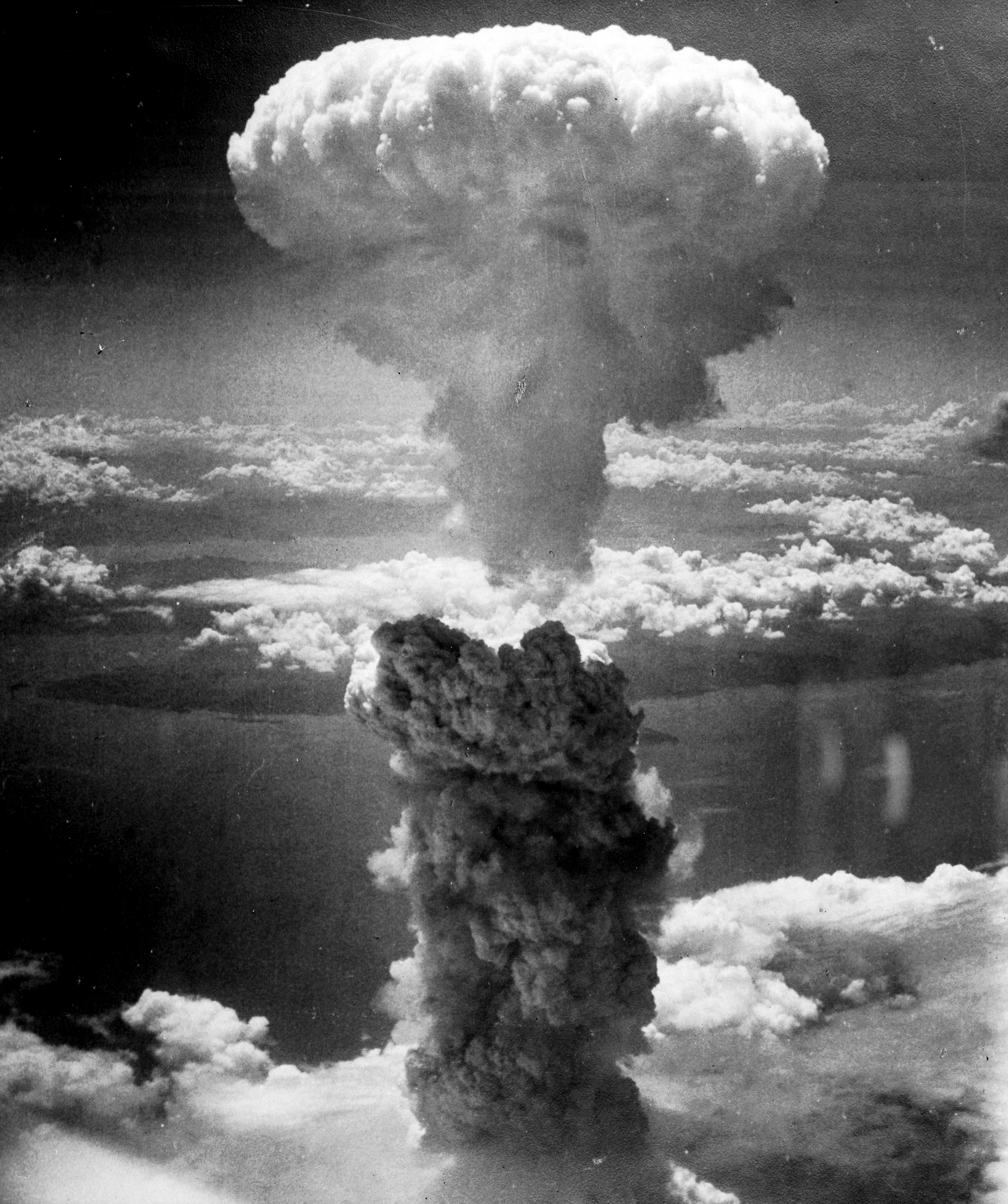
Ett svampmoln, en arketypisk bild av det tredje världskriget. Detta foto är från atombombningen av Nagasaki vid slutet av det andra världskriget.

När Albert Einstein tillfrågades med vilka vapen det tredje världskriget skulle utkämpas, svarade han:
| ”                 | Jag vet inte med vilka vapen det tredje världskriget kommer att utkämpas, men det fjärde världskriget kommer att utkämpas med käppar och stenar. | „ |
| – Albert Einstein | |   |

Inte alla tredje världskrigsscenarier har inletts med brukandet av kärnvapen. Operation DROPSHOT, en avklassificerad amerikansk plan från 1947, antog att ett längre konventionellt krig skulle utkämpas mellan Nato och Sovjetunionen innan kärnvapen skulle sättas in av båda sidor. I de vanliga övningsscenarier som Nato använde anföll Sovjetunionen Västtyskland, i dessa scenarier skulle kärnvapen endast brukas ifall Natos styrkor höll på att förlora. I de flesta krigsspel hade Nato-styrkorna extrema svårigheter att försvara Västtyskland och använde därmed kärnvapen, ett så kallat "first strike-scenario".

### Historiska nära-ögat-incidenter
Före Sovjetunionens kollaps och före slutet på det kalla kriget ansågs ett apokalyptiskt krig mellan Förenta staterna och Sovjetunionen som troligt. Kubakrisen år 1962 anses allmänt vara den historiska punkt där världen varit närmast ett utbrott av ett tredje världskrig. Andra potentiella inledningar inkluderar de följande (se Externa länkar nedan för ytterligare exempel):
- 26 juli 1956 – mars 1957 — Suezkrisen: konflikten ställde Egypten mot en allians av den Franska fjärde republiken, Storbritannien och Israel.  Sovjetunionen hotade att ingripa till Egyptens hjälp. Eftersom USA räddes ett större krig framtvingade de ett tillbakadragande av brittiska och franska styrkor.
- 24 oktober 1973 — När Jom Kippurkriget utkämpades orsakade ett sovjetiskt hot om ingripande på Egyptens sida ett beslut från USA:s sida att gå till DEFCON 3.
- 9 november 1979, när USA gjorde nödförberedelser för ett hämndangrepp efter att NORAD såg indikationer på sina datorskärmar att ett fullskaligt sovjetiskt angrepp hade påbörjats. Inga försök gjordes att använda den "heta linjen" för att klargöra situationen med Sovjetunionen och det var inte förrän fjärradar bekräftade att ingen sådan avfyrning skett som NORAD insåg att ett systemtest hade orsakat felen på datorskärmarna. En amerikansk senator som befann sig vid NORAD vid denna tidpunkt beskrev atmosfären som absolut panikartad. En undersökning utförd av GAO ledde till bildandet av en avskild testanläggning för att förhindra liknande framtida misstag. En filmatiserad version av denna incident heter Wargames, i vilket ett testsystem omedvetet aktiveras av en tonårig hackare som tror sig spela ett datorspel.
- 26 september 1983, när den sovjetiske officeren Stanislav Petrov vägrade att avfyra de sovjetiska ICBM-missilerna trots datorindikationer att USA redan hade avfyrat sina missiler.
- 25 januari 1995, när Ryssland nästan påbörjade en kärnvapenattack efter att en norsk missiluppskjutning noterades från Spetsbergen. Detta troddes vara ett angrepp på Ryssland - ett angrepp som påbörjats endast fem minuter från Moskva. Norge hade meddelat världen att de skulle utföra den vetenskapliga avfyrningen men det ryska försvarsministeriet hade underlåtit att meddela dem som bemannade Rysslands försvarssystem mot kärnvapen.

Förutom dessa finns det två andra tidpunkter under det kalla kriget som kunde ha resulterat i ett världskrig. Dessa är dock inte allmänt listade eftersom de inte relaterar till den amerikansk-sovjetiska rivaliteten, utan kan snarast tillskrivas de händelser som följde den kinesisk-sovjetiska splittringen år 1960. Den ideologiska splittringen mellan maoistiska kommunister (huvudsakligen representerade av Kina) och de stalinistiska kommunisterna (huvudsakligen representerade av Sovjetunionen) delade hela den kommunistiska rörelsen på världsnivå – de bägge politiska inriktningarna kontrollerade regeringar eller signifikanta rebellfraktioner på de flesta kontinenter. Därmed skulle ett krig mellan Kina och Sovjetunionen väl ha kunnat utvecklats till ett världskrig, vilket nödvändigtvis inte skulle ha krävt USA:s och den kapitalistiska västvärldens inblandning (fastän USA eventuellt skulle ha ingripit opportunistiskt medan dess två kommunistiska rivaler var distraherade av kriget med varandra). De två tillfällen när de båda kommuniststaterna nästan kom ihop sig var:
- Mars 1969, när gränsstridigheter bröt ut mellan sovjetiska och kinesiska trupper över Zhen Baoön vid Ussurifloden. Sammanlagt led de sovjetiska trupperna omkring 90 förluster mot 800 för kineserna. Vid denna tidpunkt fanns det nästan en och en halv miljon trupper placerade längs gränsen.
- 1978 och 1979, när det prosovjetiska Vietnam invaderade det prokinesiska Kambodja och tvingade bort Pol Pot från makten. Det hämndlystna Kina invaderade å sin del Vietnam. Sovjetunionen fördömde kraftigt denna aktion men tog inga aktiva åtgärder. Nästa år invaderade Sovjetunionen Afghanistan och kineserna påstod att detta var en fortsättning på den strategi som innebar en inringning av Kina med sovjetiska allierade – en strategi som hade påbörjats föregående år med den vietnamesiska invasionen av Kambodja.

### Krigsplaner
OPLAN (Operations Plan) 1000 var USA:s standardplan för de första timmarna eller dagarna vid en nationell nödsituation såsom ett tredje världskrig. Icke hemligstämplade bilagor beskrev internerandet av allt civilt flyg i USA samt övertagandet av kontrollen över alla navigationsfyrar. Detta inkluderade även CONELRAD (Control of Electronic Radiation) på 1950- och 1960-talet, en åtgärd där alla radiostationer som sände i USA skulle operera på låg styrka på två frekvenser för att förhindra att ryska bombplan använde dem för navigation. Vissa utvalda delar av OPLAN 1000 realiserades i och med terroristattackerna den 11 september 2001. Den verkliga amerikanska kärnvapenresponsen var utförligt beskriven i flertaliga "Single Integrated Operational Plan"-planer från 1960 till dags dato.
Vissa källor nämner också att Eisenhowers Interstate Highway-system var specifikt konstruerat för att innehålla flera sektioner som var platta och raka, så att dessa skulle kunna användas som nödlandningsbanor för kärnvapenbestyckade bombplan. Det amerikanska transportministeriet har dock alltid starkt förnekat att ett sådant syfte existerar i det interstatliga motorvägssystemet. Det oaktat har flera andra nationer, såsom Finland, Sverige och Taiwan sådana system. De ursprungliga motorvägarna som producerades i Tyskland under den nazistiska regimen byggdes med krigstida flygtrafik i åtanke.

## Användning av termen

### Kalla kriget
Vissa, däribland Subcomandante Marcos och Jean Baudrillard anser att det kalla kriget (kapitalism mot kommunism) är det tredje världskriget och att globalisering (kapitalism mot icke-kapitalism) är det fjärde. Vissa kommentatorer refererar till Kriget mot terrorismen som det "fjärde världskriget".
Termen "tredje världskriget" används av Project for the New American Century (PNAC) för att beskriva 1900-talets Kalla krig, medan Kriget mot terrorismen, vilket inkluderar Irakkonflikten, har kallats det fjärde världskriget av PNAC-medlemmar. PNAC har flera medlemmar som är äldre tjänstemän i George W. Bushadministrationen i USA samt på andra inflytelserika poster i de förenta staterna. James Woolsey, en av PNAC:s medlemmar från begynnelsen, sade det följande i inledningen av sitt tal den 2 april 2003 som hölls i en paneldiskussion vid UCLA under rubriken "America, Iraq and the War on Terrorism, UCLA".
| ” | Några få ord om detta krig som vi befinner oss i, ett krig som jag inte riktigt kallar ett krig emot terrorismen. Jag har använt en formulering av min vän Elliot Cohen, som är lärare vid Johns Hopkins School for Advanced International Studies. Han kallar det det fjärde världskriget. Det tredje världskriget var det kalla kriget, och jag tror att det mera precist karaktäriserar den grad av engagemang som vi kommer att behöva bli engagerade i och omfattningen av det som vi kommer att vara engagerade i nu för ett antal år framåt. Detta fjärde världskrig, tror jag, kommer att spänna längre än vad både det första och andra världskriget gjorde för oss, förhoppningsvis inte de fulla fyra decennier som det kalla kriget spände. | „ |

### Kuwaitkriget
Under en presskonferens strax efter begynnelsen av 1991 års Kuwaitkrig refererade Kung Hussein av Jordanien direkt till konflikten mellan USA och dess koalition av allierade mot Irak som det "tredje världskriget" men det finns inga indikationer att några andra av världens ledare skulle ha accepterat denna definition.

### Kriget mot terrorismen
Några historiker har föreslagit att Kriget mot terrorismen, som hämndaktion för attackerna den 11 september 2001, kan komma att bli kända av framtida generationer som det tredje av världskrigen på grund av dess globala effekt samt antalet länder som är involverade. Det oaktat säger andra att detta är en överdrift och argumenterar att det är högst otänkbart att den nu pågående militära konflikten i Mellanöstern och Centralasien skall eskalera till den punkt att USA skulle bli engagerad militärt mot åtminstone en annan större militär allians, såsom Ryssland eller Kina i samarbete med Iran och/eller DPRK (Nordkorea).

## Teknologiska orsaker till det tredje världskriget
Termen Gigadödskrig, som myntades av Hugo De Garis och som beskriver en konfrontation, inte mellan nationer och religioner, utan mellan Jordbor och Kosmister, som båda bestämt försöker motstå eller avancera en artilekt ("artificiell intelligens" på en gudlik skala) evolution bortom mänskligheten - en "teknologisk singularitet" utom mänsklig kontroll. Detta är inte ett isolerat koncept - det sena 1900-talets apokalyptiska litteratur framhöll bristen av mänsklig kontroll över (krigs)maskinerna, till exempel Terminator-serien, A.I., Artificiell intelligens och Matrix.
Deltagarna i Förenta Nationernas Millennieprojekt, som hölls år 2001, rangordnade teknologiska rymlingar (gener, prioner, virus, robotar, mjukvaror eller nya molekyler som verkar som någon av de nämnda eller alla) som större risker för den mänskliga överlevnaden än avsiktliga aktioner av människor. Det tredje världskriget har också blivit degraderat sannolikhetsmässigt bland de scenarier som beskriver utrotandet av mänskligheten av futurologiska författare (såsom Sir Martin Rees).

## Konstnärliga urval
Det finns ett brett urval av apokalyptisk och post-apokalyptisk science fictionlitteratur som beskriver den möjliga utvecklingen av historien och resultatet efter nyttjandet av massförstörelsevapen. Inga av dessa historier beskriver en särskilt lycklig värld. Många science fictionverk utspelar sig också i en fjärran framtid där en tredje världskrigslik konflikt har hänt tidigare i historien.
Den post-apokalyptiska genren använder ofta scenarier från efter ett tredje världskrig. Dessa historier återfinns mestadels i västvärldens science fictionpublikationer; Sovjetiska författare anmanades att inte skriva sådant.

### Film och television
Ett flertal filmer har varit baserade på det tredje världskriget, de följande representerar ett urval:
- Dr. Strangelove eller: Hur jag slutade ängslas och lärde mig älska bomben (1964), en svart komedi av Stanley Kubrick där en amerikansk general, Jack D. Ripper, som i oron över fluoriseringen av drickvattnet beordrar en kärnvapenattack mot Sovjetunionen. Peter Sellers spelar flera roller i denna film, inklusive titelkaraktären, Dr. Strangelove. Filmen parodierar ett flertal av det kalla krigets frontfigurer inklusive Wernher von Braun och Herman Kahn.
- Fail Safe i filmerna Bombsäkert (originaltitel Fail Safe) från 1964 och Fail Safe från 2000, baserad på romanen med samma namn av Eugene Burdick och Harvey Wheeler, som involverar en amerikansk kärnvapenbestyckad bombgrupp som av misstag erhåller order att bomba Moskva, och som inte kan återkallas på grund av säkerhetsprocedurer som konstruerats för att skydda mot falsk radiokommunikation från sovjetiska bedragare.
- The War Game (1965), producerad av Peter Watkins, behandlar ett kärnvapenkrig mot Storbritannien. Denna film vann en Oscar för bästa dokumentär, men avhölls från tv-sändning av BBC i flera decennier.
- The Bed Sitting Room (1969), en surrealistisk efterkrigstida komedi som filmatiserats efter pjäsen som skrivits av Spike Milligan och John Antrobus.
- Colossus: The Forbin Project (1970), där två (amerikanska och ryska) militärer, allierade till en artificiell intelligens utpressar mänskligheten att tillverka mera artificiell intelligens som de själva.
- A Boy and His Dog (1975), baseras på en novell av Harlan Ellison, och utspelar sig efter tredje världskriget.
- Le Jetée. Överlevarna i ett förstört Paris lever under jorden vid Chaillot. De undersöker tidsresor, i hopp om att sända någon tillbaka före tredje världskriget för att hämta mat, medicin eller energi till nuet.
- Damnation Alley (1977), baseras på en roman av Roger Zelazny, om en grupp överlevare efter tredje världskriget i USA som vandrar från Kalifornien till New York för att försöka hitta överlevande efter att ha hört en ensam radiosignal.
- Mad Max (1979), samt efterföljare såsom The Road Warrior, visar en efterkrigstida australiensisk ödemark där överlevare slåss om olja.
- World War III (miniserie), visades i amerikansk TV år 1982. En sovjetisk invasion av Alaska för att erövra amerikanska oljefält eskalerar till en kärnvapenkonflikt.
- Dagen efter (1983) var en kontroversiell ABC miniserie om ett fullskaligt kärnvapenkrig och dess efterräkningar, berättad utifrån en genomsnittlig amerikans synpunkt i Mellanvästern. Det chockande och störande innehållet gjorde att reklamgivare avhöll sig från filmen, men resulterade i utomordentliga recensioner.
- Wargames (1983), i vilken Matthew Broderick spelade en tonårig hackare som utmanar ett okänt datorsystem i ett simulerat spel kallat "Global Thermonuclear War", enbart för att finna att datorn i fråga kontrollerar NORAD, och nationsledarna tror att den simulerade Sovjetiska attacken är begynnandet av ett riktigt kärnvapenkrig.
- Red Dawn (1984) handlar om den väl genomförda överraskningsattacken av Sovjetunionen mot Amerika och som utspelar sig i amerikanska hemtrakter och en liten grupp av tonåringar kämpar mot ockupationsmakten genom användandet av gerillataktik. Scener av Sovjetiska fallskärmshoppare som landade i småstäder slog an en sträng under de sista åren under det Kalla kriget i USA.
- Threads (1984), en film som visades på BBC och som behandlade kort- och långtidskonsekvenser av ett kärnvapenanfall på Sheffield, England. Filmen blev berömd för dess grafiskt störande och realistiska beskrivande av de ännu levandes försök att överleva.
- Terminator serien (1984, 1991 och 2003), med huvudfiguren Arnold Schwarzenegger som en android från en post-apokalyptisk framtid. En A.I.-dator benämnd Skynet startar det tredje världskriget för att utrota mänskligheten och fortsätter med att sända "Terminator"-androider tillbaka genom tiden efter att de överlevande människorna lyckats revoltera för att förhindra att ledaren för människornas motståndsrörelse alls har existerat.
- Tryggare kan ingen vara (1986), en blek animerad film baserad på en bok av Raymond Briggs, i vilken ett äldre par försöker överleva tredje världskriget genom sina nostalgiska minnen om hur de överlevde andra världskriget som barn. Filmen innehåller originalmusik av Roger Waters.
- Miracle Mile (1988); filmens protagonist får i första akten reda på att Amerika just har startat det tredje världskriget, filmen följer hans försök att fly förstörelsen på den norra hemisfären.
- Akira (1988), en animefilm i vilken händelserna utspelas i Japan efter det tredje världskriget.
- By Dawn's Early Light (1990), som beskriver en post-Kalla krigetexplosion utförd av sovjetiska rebeller. Detta orsakar ett kärnvapenkrig att bryta ut mellan USA och Sovjetunionen (i dess sista dagar). Filmen följer besättningen i ett B-52-bombplan, USA:s president och ett AWACS-flygplan.
- Star Trek: First Contact (1996), där USS Enterprise NCC-1701-E jagar ett Borg-rymdskepp tillbaka genom tiden till en period på Jorden 10 år efter Star Treks version av tredje världskriget. Borgerna ämnar anfalla jorden medan människorna ännu är försvarslösa efter kriget. Star Treks tidslinje placerar det tredje världskriget i början av år 2043 och som avslutas år 2053.
- Rätt upp i 90-talet! (1999) är en komedi om en familj från 1960-talet som fångas i det Kalla krigets paranoia. De är falskeligen övertygade om att tredje världskriget har påbörjats, så de gömmer sig i sitt skyddsrum enbart för att träda fram igen 35 år senare i en värld som har lagt det Kalla kriget bakom sig.
- Matrix-serien (1999 och 2003) utspelas i en post-apokalyptisk värld där människorna kontrolleras och brukas av en fientlig artificiell intelligens. Ett tungt bruk med kärnvapen av människorna gjorde liten skada på de avancerande AI-arméerna (som kan ses i The Animatrix).
- Ghost in the Shell: Stand Alone Complex och Ghost in the Shell: S.A.C. 2nd GIG har ett flertal referenser till "det sista världskriget", och den generella åldern på karaktärerna antyder att ett tredje världskrig har passerat. Med releasen av den andra säsongen framgick mera information om detta krig: Det var ett kärnvapenkrig, och utkämpades över hela den Eurasiska kontinenten, i Sydamerika och i Centralamerika. Den enda nationerna som undgick kriget relativt oskadda var det Amerikanska imperiet och Japan.
- Död Zon (The Dead Zone på engelska, 1983)
- Testamentet (1983)
- Hokuto No Ken (1985, Fist of the North Star på engelska) är baserad på mangaserien med samma namn. Historien utspelas i ett post-apokalyptiskt Japan. Fastän historien är löst baserad på ett Mad Max-scenario så handlar det om en kämpe vid namn Kenshiro som dödar gängmedlemmar och psykotiska diktatorer i det nya Japan, diktatorer som tenderar att förtrycka den nyfattiga befolkningen som enbart försöker hitta vatten.
- "Sum of All Fears" (2002)
- "World War Three", ett avsnitt från 2005 från den brittiska science fiction-TV-serien Doctor Who, där utomjordingarna försöker starta ett kärnvapenkrig på jorden för att omvandla planeten till en billig källa för bränsle. Historien är en satir på den amerikanska invasionen av Irak år 2003.

### Datorspel
- Command & Conquer: Tiberium-serien — en serie realtidsstrategispel där en terroristgrupp, Brotherhood of Nod, slåss mot en FN-stödd organisation, Global Defense Initiative.
- Fallout — en serie datorrollspel som utspelar sig efter ett kärnvapenkrig i retro-1950-talsstil, efter tredje världskriget år 2077.
- Battlefield 2 — ett futuristiskt krig mellan Folkets befrielsearmé i Kina, Mellanösternkoalitionen och USA:s marinkår.
- World in Conflict — Sovjetunionen anfaller USA och Europa.
- Call of Duty: Modern Warfare 2 - Ryssland förklarar krig mot USA eftersom de tror att USA har varit inblandat i en stor massaker på en internationell flygplats i Moskva, som dödade flera hundra människor.
- Call of Duty: Modern Warfare 3 - fortsättning på Modern Warfare 2.

### Musik
- Punkrockbandet the Clash skrev ett par låtar om kärnvapenkrig, nämnbara är London Calling och Ivan Meets G.I. Joe.
- Ska-funkbandet Fishbone sjunger om tredje världskriget med energi och humor i sången "Party at Ground Zero".
- Morrissey jämför en vintertida slumrande turistort vid havet med en efter-nukleär förintelsevärld i sången "Every Day is Like Sunday".
- Depeche Mode uttrycker förödelsen i ett ödelagt Europa efter att ha erhållit en nära förestående varning om en kärnvapenattack endast två minuter för explosionerna i "Two-minute warning" på albumet Construction Time Again, som släpptes 1983 och vilkas spår varierar mellan olika ämnen (nuklii, miljö, social välfärd) om pathos och oro, upplevd av den Europeiska Generation X som lever i en värld som meningslöst dras ifrån varandra i två motsatta riktningar av det Kalla krigets två fraktioner.
- Satiristen Tom Lehrer blev berömd för flera apokalyptiska sånger, varav "So Long, Mom (A Song for World War III)" och "We Will All Go Together When We Go" kan nämnas. I sin introduktion till den senare sade han "ifall vi vill att några bra sånger skall skrivas om det nästa kriget så bör vi starta komponerandet nu".
- Heavy metalbandet Megadeth har ett otal sånger som behandlar kärnvapenkrig, såsom "Set the World Afire", "Rust in Peace... Polaris" och "Black Curtains." Kärnvapenkriget ligger även bakom idén till bandets namn.
- Postrockbandet Godspeed You! Black Emperors arbete behandlar till stora delar den apokalyptiska förstörelsen och dess konsekvenser (se texten till deras sång "The Dead Flag Blues").
- "Weird Al" Yankovic skrev en satirisk sång som heter "Christmas At Ground Zero", och som återfinns på albumet Polka Party!. Sången handlar om julhelgen efter ett kärnvapenkrig. Han nämner även möjligheterna till ett tredje kärnvapenkrig i en tidig sång som heter "Happy Birthday" som återfinns på hans första, självbenämnda album "Weird Al" Yankovic".
- KMFDM har en sång som heter "World War III" på sitt skivsläpp från år 2003 med samma namn. Den attackerar den nuvarande Bush-regimen.
- Pop/punk-bandet Simple Plan jämför flyktigt det tredje världskriget med hur barn kan uppleva sina föräldrars äktenskapliga problem i sin sång "Crazy".
- Punkbandet Bad Religion har skrivit ett antal sånger om tredje världskriget, av vilka kan nämnas "Part III" och "World War III".
- Popsångerskan Pink gör referenser till ödeläggelsen av den traditionella familjen med tredje världskriget i sin sång Family Portrait
- Bob Dylan skrev en sång kallad "Talkin' World War III Blues" år 1964.
- UNKLE släppte ett mixalbum benämnt "World War III" år 2003.
- Låten "We Will Become Silhouettes" av The Postal Service från 2005 är en upplyftande sång om livet efter ett kärnvapenkrig.

#### 1980-talet
- Under främst första halvan av 1980-talet dök fredsbudskapet, i skuggan av en hotfull upprustningsperiod under det kalla kriget med fruktan för tredje världskriget som följd, upp i flera låtar inom pop-, rock- och dansbandslåtar. I Eurovision Song Contest 1982 segrade låten Ein bißchen Frieden, framförd av Nicole Seibert. Fred på Jorden togs ofta upp som barnens dröm och många gånger kunde barnkör höras i refrängerna. Flera tidiga det 1980-talets syntpopgrupper svarade med sånger om kärnvapenkrig, dessa inkluderar bland annat Frankie Goes to Hollywoods "Two Tribes", Ultravoxs "Dancing With Tears In My Eyes" och Nenas "99 Red Balloons".
- Pink Floyds konceptalbum från 1983, The Final Cut, avslutas med inledningen till ett kärnvapenkrig (Two Suns in the Sunset).
- I hårdrockslåtar från denna period kan apokalyptiska domedagsbeskrivningar på temat höras. Carnivore skrev under början av 1980-talet sin extrema thrash metal med betoning på post-apokalyps och världskrig, deras låt "World Wars 3 and 4" tar just upp det kända citatet från Albert Einstein att fjärde världskriget kommer utkämpas med pinnar och stenar. Det brittiska heavy metal-bandet Iron Maidens låt 2 Minutes to Midnight från 1984 handlar om att det är två minuter kvar till kärnvapenkrig på domedagsklockan. Låten skrevs av gitarristen Adrian Smith och sångaren Bruce Dickinson angående det samtida världsläget (eftersom domedagsklockan stod på 3 minuter före midnatt).